# Metrichia angulosa
Metrichia angulosa is een schietmot uit de familie Hydroptilidae. De soort komt voor in het Neotropisch gebied.